# Igor (película)
Igor es una película animada de 2008, una versión humorística de Igor, personaje de ficción. Dirigida por Anthony Leondis y escrita por Chris McKenna, el reparto incluye las voces de John Cusack, Steve Buscemi, John Cleese, Jennifer Coolidge, Arsenio Hall, Sean Hayes, Eddie Izzard, Jay Leno, Molly Shannon y Christian Slater. En Latinoamérica incluye las voces de Alfonso Herrera y de Hanna y Ashley del dúo Ha*Ash. La historia gira en torno a Igor (Cusack) y sus sueños de ganar el primer puesto en un concurso anual de ciencia.

## Argumento
En el reino de Malaria, el mal es un buen negocio. Cada año, el reino organiza una gran Feria de la Ciencia del Mal en la que se exhiben los diabólicos inventos en los que los trece científicos malvados de Malaria han pasado el año trabajando. Dichos inventos son puestos en la arena local en una pelea a muerte, hasta que solo uno queda en pie. El Rey Malbert entonces, extorsiona al resto del mundo, amenazando con soltar al invento vencedor si el mundo entero no paga una enorme suma de dinero. Mediante esta artimaña, Malaria ha prosperado, pero no siempre fue así. Alguna vez fue un lugar humilde pero feliz, tierra de agricultores. Hasta que un día, el cielo se llenó de nubes de tormenta que jamás se fueron, llevándole a la ruina hasta que el Rey Malbert ideó la extorsión que los sacó a flote. Los científicos de Malaria son pues, la élite de la sociedad en Malaria. 
La historia se centra en Igor. Uno de tantos, pero de buen corazón aunque intenta negarlo. Los Igores son el estrato social más bajo en Malaria, pues "los miserables con la joroba en la espalda" están obligados a asistir a la "Escuela de Igores", dónde se especializarán en arrastre de voz y en decir "si, mi amo". Servirán entonces como esclavos hasta el final de sus vidas, o hasta donde su amo determine que un Igor ya no le es más útil y le lance a la "Planta Recicladora de Igores", donde su joroba podría servir como tope de calle. La cinta también nos muestra la historia del Dr. Shaddenfrëude, el poseedor del título del "Máximo Científico de Malaria", quien en realidad es un farsante que, ayudado por su bella pero insoportable novia Catlyn ha obtenido su éxito a base de robar los inventos de mentes más prodigiosas. Este año, y a días de la Feria del Mal, Shaddenfrëude se propone el que será su robo maestro, pues cansado de ser la burla personal del Rey Malbert, planea derrocarlo y arrebatarle el trono de Malaria.  
Igor sirve al Dr. Glickenstein, un malvado pero poco inteligente científico al servicio del Rey Malbert. Igor mientras tanto, trabaja en su propio invento. En secreto, por supuesto, puesto que los Igores no pueden inventar cosa alguna. Un día, la necedad y un mal cálculo al hacer funcionar su invento le cuestan la vida a Glickenstein, justo antes de que el rey fuera a visitarle para mirar el progreso sobre su invento. Igor estaría obligado a informarle sobre la muerte de su amo, pero seducido por la idea de tener la libertad para inventar que jamás ha tenido, le miente al rey diciendo que su fallecido amo ha "creado vida, que piensa y respira y que puede destruir por si misma", algo que ningún científico ha logrado jamás.  
Igor entonces pone mano a la obra, acompañado por dos de sus creaciones: Scamper, un suicida conejo que para su propia desgracia ha sido concebido con el don de la inmortalidad y Brain, un cerebro en un frasco  de poca inteligencia. Concluye su invento al mero estilo de Frankestein dando vida a un monstruo que posee el Hueso del Mal, una reliquia capaz de otorgar maldad pura a su portador. Sin embargo, al momento de cobrar vida dicha reliquia no se activa. Solamente lo hará hasta que cometa un acto de maldad. Aunque Igor intenta que el monstruo cometa un acto malvado tan minúsculo como matar a una mosca, no lo logra. En un acto de autoconciencia del monstruo, se nombra a sí misma Mela y asume la identidad de mujer.  
Igor entonces idea llevar a Mela a un "centro de lavado cerebral", dónde mediante la exposición de imágenes específicas le convertirán en una psicópata asesina. Sin embargo, accidentalmente Brain, quien estaba recibiendo un lavado del frasco que lo contiene, cambia la programación de la pantalla a la que Mela estaba siendo expuesta, cambiando las imágenes por una entrevista en TV donde una actriz famosa estaba dando "lecciones de actuación de toda una vida". Por tanto, Mela ahora cree que es una actriz principiante en busca de su primera gran oportunidad. No siendo reversible el proceso. Igor se marca a casa resignado.  
Lo que Igor no sospecha es que Shaddenfrëude ha estado siguiendo sus pasos, evaluando si el invento de Glickenstein vale la pena para ser robado pero, para su sorpresa se entera de la muerte de este y de que es un Igor el que ha creado el invento que le dará la victoria y por tanto, el trono. Tras una persecución, fallida porque el disparo de un arma miniaturizadora que Shaddenfrëude usa contra Igor y su grupo pero que le rebota al caer en la piel indestructible de Mela, Igor se pone a salvo. Entonces Brain le revela que fue el quien había cambiado la programación del lavado de cerebro, por lo que ciego de ira, intenta matarlo. Mela, en su nuevo papel de actriz, piensa que todo es parte de un ensayo teatral y aplaude maravillada. Entonces a Igor se le ocurre un nuevo plan: miente a Mela, diciéndole que en Malaria se ha anunciado un gran casting para una "máxima representación de maldad", haciendo pasar la Feria de la ciencia del Mal próxima a realizarse por una representación teatral.  
El grupo realiza los preparativos para la "obra", simulando todo a la perfección y realizando incluso un vestuario para Mela. Sin embargo, para su propia sorpresa y molestia, el buen corazón de Igor sale a flote y cae en cuenta de que se está enamorando de Mela, quien es una completa dulzura con el, Brain y Scamper. Sin embargo, el asunto se complica cuando Catlyn, disfrazada de su alter ego Heidi (uno de muchos que usa mediante píldoras de metamorfosis para engañar y robar los inventos de los demás científicos malvados), engaña a Igor, simulando estar enamorada de él mientras Shaddenfrëude atrae a Mela, diciéndole que Igor jamás se fijará en el y ha conseguido a otra actriz para su "papel" en la Feria del Mal.

## Voces y personajes
| - John Cusack - Igor - Steve Buscemi - Scamper - John Cleese - Dr. Glickenstein - Jennifer Coolidge - Jacklyn - Arsenio Hall - Carl Cristall - Sean Hayes - Brain | - Eddie Izzard - Dr. Schadenfreude - Molly Shannon - Eva - Jay Leno - King Malbert - Christian Slater - Doctor Schadenfreude's Igor - Paul Vogt - Fly-headed Guy |

## Crítica
Igor recibió comentarios generalmente negativos por parte de los críticos. Según Rotten Tomatoes el 35% de las reseñas fueron positivas, con su consenso declarando: "Con un estilo de animación que imita a Tim Burton, y un puñado de referencias culturales que no son muy claras para llegar a las audiencias, las payasadas remedadas de Igor la hacen difícil de ver a quién la película trata de complacer." Otro sitio recolectador de reseñas, Metacritic, le dio a la película un puntaje de 40/100 clasificándola dentro de las películas con "críticas variadas o promedio".